# Dichotomius sexdentatus
Dichotomius sexdentatus là một loài bọ cánh cứng trong họ Bọ hung (Scarabaeidae).